# La théorie physique. Son objet, sa structure
La théorie physique. Son objet, sa structure est un livre de philosophie des sciences écrit par Pierre Duhem et publié en 1906.

## Présentation générale
La Théorie physique est l'ouvrage principal de Pierre Duhem. Originellement physicien, il s'intéresse également à la philosophie des sciences. Ce livre lui permet d'établir une épistémologie, notamment de la physique, qui s'oppose au néothomisme. Est généralement adjoint au livre deux écrits postérieurs par lesquels l'auteur a répondu à des critiques qui lui ont été adressées à la sortie de l'ouvrage. Ces écrits sont « Physique de croyant » et « La valeur de la théorie physique ».

## Résumé

### Chapitre I: Théorie physique et explication métaphysique

#### §I à §II: la théorie physique et l'explication
Pierre Duhem soutient qu'expliquer, c'est « dépouiller la réalité de ses voiles, de ses apparences pour la voir nue, face à face ». Observer les phénomènes physiques ne permet pas de se mettre en rapport avec la réalité, celle qui « se cache sous les apparences sensibles » : la physique a pour objet les apparences elles-mêmes, « prises sous forme particulière et concrètes ». Ainsi, les lois expérimentales « n'ont pas [...] pour objet la réalité matérielle », mais bien les apparences sensibles, quoique prises « sous forme abstraite et générale ».
L'intelligence humaine permet de faire subir à des faits physiques « une élaboration » qui lui fournit « des notions générales et abstraites ». Dans le cas du son, l'esprit peut estimer l'intensité, la hauteur, l'octave, etc. Les lois expérimentales ont ainsi pour objet « d'énoncer des rapports fixes entre ces notions et d'autres notions également abstraites et générales ». Enfin, la théorie nous fait connaître la réalité du son tel qu'il est en lui-même. Derrière le son que notre intellect appréhende, il y a, « en réalité, un mouvement périodique, très petit et très rapide ». Là est l'explication. Toutefois, et c'est le cas « le plus souvent », la théorie n'atteint pas un degré de perfection dans l'explication : elle ne peut aller derrière le sensible pour appréhender la réalité. La théorie est alors une « explication hypothétique ». C'est le cas de la vue, encore mal expliquée.

#### §III à §V: la métaphysique est inapte à édifier une théorie physique
La méthode expérimentale se heurte toutefois à deux questions : y a-t-il une réalité matérielle distincte des apparences sensibles ? Quelle est la nature de cette réalité matérielle ? Y répondre requerrait de faire appel à la métaphysique, ce qui voudrait dire que la physique n'est pas une « science autonome ». En effet, en rendant les théories physiques dépendantes d'une prise de position métaphysique, on ne peut plus « leur assurer le bénéfice du consentement universel », là où les mathématiques bénéficient par nature d'un tel consentement : les dissensions et désaccords entre métaphysiciens (il oppose par exemple Aristote et l'atomisme) sont trop grands. De plus, la plupart des écoles métaphysiques qui proposent une cosmologie font appel à des « causes occultes » ; chacune « admet dans ses explications certaines propriétés de la matière que l'école suivante se refuse à prendre pour des réalités », et qu'ainsi elle regarde comme « des réalités plus profondément cachées, qu'elle assimile, en un mot, aux qualités occultes ».

### Chapitre II: Théorie physique et classification naturelle

#### §I: les quatre étapes de la constitution de la théorie physique
Duhem tire une conclusion de la réflexion du §V du premier chapitre : considérer une théorie physique comme une « explication hypothétique de la réalité matérielle », c'est la rendre nulle car cela revient à la placer « sous la dépendance de la métaphysique ». Il faut rendre la théorie physique autonome de la métaphysique. Duhem expose la thèse épistémologique qu'il défendra tout au long du livre : la théorie physique n'est ainsi pas une explication, mais « un système de propositions mathématiques, déduites d'un petit nombre de principes, qui ont pour but de représenter aussi exactement que possible un ensemble de lois expérimentales ».
Une théorie physique se construit en quatre étapes. Premièrement, il faut définir et mesurer les grandeurs physiques ; un choix d'un système de propriétés simples (l'attraction, les lois de la thermodynamique...) doit être réalisé pour mettre en relation formelle ces propriétés avec des objets mathématiques. Deuxièmement, des hypothèses doivent être choisies, afin de mettre en œuvre un système de propositions hypothétiques qui relient des symboles et fonctions mathématiques. Troisièmement, la théorie doit être développée mathématiquement : un calcul analytique, algébrique, est réalisé sur l'ensemble symbolique et fonctionnel. Quatrièmement, les conséquences du calcul sont confrontées aux lois expérimentales. Si les jugements concordent avec les lois, alors la théorie peut être validée ou remise en cause.
De ce fait, une théorie vraie n'est pas une théorie qui donne une explication conforme à la réalité des apparences physiques, mais « c'est une théorie qui représente d'une manière satisfaisante un ensemble de lois expérimentales ». De ce fait, « l'accord avec l'expérience est, pour une théorie, l'unique critérium de vérité » : c'est elle qui sert d'arbitre final des jugements théoriques.

#### §II à §IV: la théorie comme économie de la pensée et comme classification des lois
Une théorie physique est un système de propositions mathématiques qui représentent les lois que fournit la méthode expérimentale. A ce titre, une théorie « ne nous apprend absolument rien et ne prétend rien nous apprendre ». Elle est pourtant utile car elle simplifie : la théorie substitue un « tout petit nombre de propositions, les hypothèses fondamentales », à « un très grand nombre de lois ». Ainsi, Duhem soutient que « une telle condensation d’une foule de lois en un
petit nombre de principes est un immense soulagement pour la
raison humaine ».
Duhem cite Ernest Mach, qui soutient que la réduction des lois physiques en théories contribue à une « économie intellectuelle » qui serait le « principe directeur de la science ». Elle poursuit ainsi la vocation qui avait présidé à l'énonciation d'une loi expérimentale, car une telle loi « représent[e] déjà une première économie intellectuelle » : face à l'immensité de détails, la loi « fait tomber tout ce qu'il y avait de particulier » pour ne garder que le général, le commun. La physique se développe par la lutte continuelle entre « la nature qui ne lasse pas de fournir » et la raison qui ne veut pas « se lasser de concevoir ».
La théorie est aussi une classification des lois expérimentales. Elle les organise, les hiérarchise. La théorie met de l'ordre dans les lois empiriques, en donnant les regroupements utiles et efficaces. La théorie est belle car le beau naît de l'ordre et de la séduction que ce dernier opère sur notre esprit. La théorie tend à se transformer en une classification naturelle, car « l'aisance avec laquelle chaque loi expérimentale trouve sa place dans la classification créée par le physicien [...] nous persuade [...] d'une manière invincible qu'une telle classification n'est pas purement artificielle ». On sent que les groupements permis par la théorie « correspondent à des affinités réelles entre les choses mêmes ». Ainsi, plus la théorie se perfectionne, « plus nous pressentons que l'ordre logique dans lequel elle range les lois expérimentales est le reflet d'un ordre ontologique ».

#### §V: la théorie devançant l'expérience
La théorie physique, par ses succès de prévision, manifeste qu'il existe bel et bien un ordre ontologique. La classification naturelle est créée sur cet ordre. Si les « circonstances pratiquement réalisables » représentent les lois expérimentales, alors « la valeur de la théorie s'en trouvera accrue ». Si les circonstances sont au contraire « nettement en désaccord avec les faits » qui devaient représenter la loi, alors la théorie devra être modifiée, voire rejetée. Si la théorie permet une « clairvoyante divination », à savoir qu'elle réussit à prédire quelque chose que l'on ne connaissait pas encore, alors elle gagne en valeur. 

### Chapitre III: Les théories représentatives et l'histoire de la physique

#### §I: le rôle des classifications naturelles et des explications dans l'évolution des théories physiques
La théorie physique a pour but de devenir une classification naturelle. Un problème se pose alors : « au lieu de construire un système logique qui représente sous une forme aussi condensée et aussi exacte que possible les lois expérimentales, dans l'espoir que ce système logique finira par être comme une image de l'ordre ontologique des choses, ne serait-il pas plus sensé de tenter d'expliquer ces lois, de dévoiler ces choses cachées ? ». C'est après tout comme cela que certains génies scientifiques semblent avoir procédé dans l'Histoire.
Pourtant, la partie explicative d'une théorie est une boussole folle, un parasite, qui conduit à l'erreur. Une théorie a une partie descriptive, qui est saine, et une partie explicative ; la partie saine se perpétue, la partie explicative ne cesse de s'effondrer. La classification naturelle s'oppose à l'explication : elle ne cherche pas à expliquer ce qui serait caché, mais à ordonner les lois expérimentales entre elles.

#### §II: les opinions des physiciens sur la nature des théories physiques
Duhem se réfère à la pensée d'Ernst Mach, qui a soutenu avant lui que les théories physiques sont des représentations condensées et non des explications. Les hypothèses ne sont « point des jugements sur la nature des choses », mais « seulement des prémisses destinées à fournir des conséquences conformes aux lois expérimentales ».
Duhem reprend la thèse de son ouvrage Sauver les apparences. Il analyse l'association cartésienne entre la physique et la métaphysique : Descartes soutient que la distinction entre la physique, « qui étudie les phénomènes et leurs lois », et la métaphysique, « qui cherche à connaître l'essence de la matière en tant que cause des phénomènes et raison d'être des lois », est fondée. L'esprit partirait « de la connaissance du phénomène pour s'élever ensuite à la connaissance de la matière ». Or, cela fait à nouveau dépendre la physique de la métaphysique. 
Ainsi, si l'on peut avoir l'impression que les génies scientifiques ont cru que leurs théories devaient expliquer le réel, la plupart d'entre eux « ont vu en elle [la théorie] une représentation simplifiée et ordonnée qui groupait les lois suivant une classification de plus en plus parfaite, de plus en plus naturelle ». 

### Chapitre IV: Les théories abstraites et les modèles mécaniques

#### §I: esprits amples, esprits profonds
La constitution d'une théorie physique résulte, selon l'auteur, « d'un double travail d'abstraction et de généralisation ». L'esprit passe en revue un grand nombre de faits singuliers, et « ce qu'il voit en deux de commun et d'essentiel, il le résume en une loi ». Cette loi est une « proposition générale reliant des notions abstraites ». Contemplant les lois, il peut formuler des hypothèses fondamentales, « de telle sorte qu'une déduction fort longue peut-être, mais très sûre, en puisse tirer toutes les lois appartenant à l'ensemble qu'il étudie ».
Les esprits abstraits réduisent des faits en lois, et les lois en théories, ce qui assure des économies intellectuelles. Mais tout esprit très développé ne fait pas nécessairement partie de la famille des esprits abstraits : certains ont un esprit imaginatif, qui leur permet de « rendre présent à leur imagination un ensemble compliqué d'objets disparates ». Les esprits imaginatifs « ont besoin, pour concevoir, du secours de la mémoire sensible ; l'idée abstraite, dépouillée de tout ce que cette mémoire peut figurer, leur semble s'évanouir comme un impalpable brouillard ». A ces esprits imaginatifs, la constitution d'une théorie physique ne saurait être une économie intellectuelle ; ils y verront du labeur. 
La théorie physique, abstraite, intéressera « les esprits forts, mais étroits », mais sera repoussée par les « esprits amples, mais faibles ».

#### §II: un esprit ample, l'exemple de Napoléon
Le physicien philosophe dresse le portrait intellectuel de Napoléon Bonaparte. Comme César ou Talleyrand, il est un imaginatif ; il correspond à l'esprit de géométrie de Pascal. L'empereur était doté à la fois d'une amplitude et d'une faiblesse d'esprit, « développée à un degré presque monstrueux ». En se basant sur les descriptions d'Hippolyte Taine, il remarque que « les idées pures, dépouillées du revêtement des détails particuliers et concrets qui les eussent rendues visibles et tangibles » n'intéressent pas l'Empereur, qui n'avait selon son camarade de collège Brienne « aucune disposition » pour les langues et les belles lettres. Il repoussait avec horreur les « notions abstraites et générales », et ne les « examinait [...] que sous le rapport de leur utilité immédiate » (Germaine de Staël). Il qualifiait les métaphysiciens de « vermine que j'ai sur mes habits ».
Toutefois, Napoléon était doué d'une mémoire prodigieuse pour les situations, les états de fait. Il disait lui-même : « je n’ai pas de mémoire assez pour retenir un vers alexandrin, mais je n’oublie pas une syllabe de mes états de situation ».

#### §III: l’amplitude d’esprit, l’esprit de finesse et l’esprit géométrique
L'esprit de finesse consiste essentiellement « dans l'aptitude à voir clairement un très grand nombre de notions concrètes, à en saisir à la fois l'ensemble et les détails ». Talleyrand, « groupant des milliers d'imperceptibles renseignements qui lui feront deviner les ambitions, les vanités, les rancunes, les jalousies, les haines, de tous les plénipotentiaires du Congrès de Vienne », est un esprit fin du fait de sa grande amplitude d'esprit.
L'esprit ample s'oppose à l'esprit classique, celui de l'« amoureux des notions abstraites, de l'ordre et de la simplicité », comme Georges-Louis Leclerc de Buffon.

#### §IV: l'amplitude d'esprit et l'esprit anglais
L'amplitude d'esprit se trouve chez les anglais à « l'état endémique ». Le génie anglais a les marques de l'esprit ample et faible : « une extraordinaire facilité à imaginer des ensembles très compliqués de faits concrets, une extrême difficulté à concevoir des notions abstraites et à formuler des principes généraux ».
Le lecteur de romans anglais est ainsi frappé par « la longueur et la minutie des descriptions », « le pittoresque de chaque objet ». L'esprit profond mais étroit préfère des descriptions « abstrayant et condensant en trois lignes l'idée essentielle, l'âme de tout un paysage ». Ainsi s'oppose l'esprit anglais à l'esprit français, qui est « assez fort pour ne point redouter l'abstraction et la généralisation, mais trop étroit pour imaginer quoi que ce soit de complexe avant de l'avoir classé dans un ordre parfait ».

#### §V et §VI: la physique anglaise, le modèle mécanique et la physique mécanique
La physique anglaise fonctionne par modèles. Ils permettent de former une représentation mentale des phénomènes qui se passent dans la réalité.  Le physicien anglais ne s'appuie sur aucune métaphysique pour trouver les éléments qui lui serviront de mécanismes. Il est étranger à tout questionnement philosophique. De ce fait, « les corps avec lesquels le physicien anglais construit ses modèles ne sont pas des conceptions abstraites élaborées par la métaphysique ; ce sont des corps concrets, semblables à ceux qui nous entourent ».
Les mathématiciens anglais ont une grande « habileté algébrique », car elle est manifeste chez ceux dotés d'une intelligence imaginative, ample et faible. Duhem se range du côté de la physique française. Si James Clerk Maxwell, en physicien anglais, n'introduit pas de définition précise, rationnelle, avec un protocole de mesure dans le cadre de sa définition du champ électromagnétique, c'est parce qu'en physicien anglais, il fabrique un modèle, où les équations jouent le rôle de représentation des phénomènes. Le physicien français, ou allemand, met en équation pour que la logique se déploie avec rigueur, et l'algèbre n'est qu'un auxiliaire à la déduction logique. 

#### §VII et VIII: l'école anglaise, la coordination logique de la théorie et la diffusion des méthodes anglaises
Les théories créées par les scientifiques continentaux sont explicatives, ou purement représentatives ; dans les deux cas, elles sont des « systèmes construits selon les règles d'une sévère logique ». L'esprit du physicien anglais, ample mais faible, ne fait pas de la théorie une classification rationnelle des lois physiques, mais « un modèle de ces lois ». Le modèle est construit « pour le plaisir de l'imagination » et échappe à la domination de la logique. Les modèles anglais sont ainsi des bricolages ; les modèles de l'éther de Thomson sont par exemple contradictoires entre eux. Il y a ainsi une désinvolture vis-à-vis de la cohérence et de la rigueur d'ensemble. 
La manière anglaise s'est toutefois répandue partout en Europe ces dernières décennies. Certains penseurs continentaux, comme Pierre Gassendi, sont précurseurs ; il a lui-même dit jadis que « l'imagination n'est pas distinguée de l'intellection », et que c'est avec cette seule faculté que nous connaissons les choses de manière générale. Gassendi a ainsi eu une prédilection pour la cosmologie épicurienne des atomes, car il se les figure comme des corps sphériques qu'il peut toucher dans le monde. L'attrait de la théorie physique à l'anglaise est qu'elle n'est pas abstraite, et même le chef d'entreprise, un esprit ample et faible qui refuse l'abstrait, peut s'y intéresser et la comprendre.  
L'auteur met toutefois en garde les « snobs », qui imitent les Anglais par admiration, et rappelle que « s'il est aisé de singer les travers d'un peuple étranger, il est plus malaisé d'acquérir les qualités héréditaires qui le caractérisent ». « Ils pourront bien renoncer à la force de l'esprit français, mais non point à son étroitesse ; qu'ils rivaliseront facilement de faiblesse avec l'esprit anglais, mais non pas d'amplitude ; qu'ainsi, ils se condamneront à être des esprits à la fois faibles et étroits, c'est-à-dire des esprits faux ». 

#### §IX: l'usage des modèles mécaniques est-il fécond en découvertes?
Duhem soutient qu'il y a une « très grande part d'illusion » à croire que la physique anglaise, parce qu'elle passe par des modèles indépendants les uns aux autres plutôt que par des « déductions rigoureusement enchaînées » comme en France, assurerait aux physiciens une « souplesse et une liberté qui sont éminemment fécondes en découvertes ». L'auteur soutient que les découvertes attribuées aux modèles ont souvent été permises par d'autres procédés, le modèle reléguant dans l'oubli la théorie abstraite qui l'avait précédée.
Le physicien philosophe traite ensuite de la valeur de l'analogie. Le modèle est un outil faible, mais il ne faut pas le confondre avec l'analogie, dont l'utilité et l'efficacité sont considérables (« l'histoire de la physique nous montre que la recherche des analogies entre deux catégories distinctes de phénomènes a peut-être été, de tous les procédés mis en
œuvre pour construire des théories physiques, la méthode la plus sûre et la plus féconde »).

#### §X: doit-on abandonner la recherche d'une théorie abstraite et logiquement ordonnée au profit des modèles?
Duhem se montre en faveur de la tolérance méthodologique. Une méthode ne devrait prendre le dessus sur une autre. Aussi, « le meilleur moyen de favoriser le développement de la science, c’est de permettre à chaque forme intellectuelle de se développer suivant ses propres lois et de réaliser pleinement son type ». Les physiciens abstraits doivent résister à la pression que les modélisateurs exercent sur eux. 

### Chapitre V: Quantité et qualité

#### §I: la physique théorique est une physique mathématique
La théorie physique est, Duhem l'a montré, un « système de propositions logiquement enchaînées ». Elle n'explique pas, mais est une représentation et une classification naturelle d'un ensemble de lois expérimentales. L'arithmétique est nécessaire car c'est une science « où la logique atteint un degré de perfection qui rend l'erreur facile à éviter, facile à reconnaître lorsqu'elle a été commise ». Cette perfection est due au langage symbolique qu'elle utilise, qui exclut l'ambiguïté. 

#### §II et §III: quantité, qualité, et mesure
L'auteur se penche ensuite sur la question de la quantité et de sa mesure. Selon Aristote, quelque chose peut être exprimé par un symbole numérique (mesuré) lorsqu'il appartient à la catégorie de la quantité, et non à celle de la qualité. L'attribut doit être celui de la grandeur, comme deux longueurs d'une ligne qui peuvent être additionnées, multipliées, etc.
Le problème se pose dans le cas de la qualité, qui à première vue n'est pas additionnable. Toutefois, selon Aristote, rappelle Duhem, « la plupart des qualités sont susceptibles de plus ou de moins ; elles sont capables d'intensité ; une chose blanche peut devenir plus blanche ». Mais cela ne règle pas vraiment le problème : on ne peut additionner des qualités (« cousez les uns aux autres des lambeaux d’étoffe d’un rouge sombre ; la pièce obtenue ne sera pas d’un rouge éclatant »). De ce fait, « sur la qualité [...] la mesure, issue de la notion d’addition, ne saurait avoir prise ». 

#### §IV et §V: la physique purement quantitative et l'intensité
Le langage algébrique est apte à exprimer les états d'un attribut quantitatif, c'est-à-dire d'un attribut susceptible de mesures. Descartes a cherché à accomplir la réduction de la physique aux seules mathématiques, devenue la science de la quantité, en chassant les qualités de la physique. Il écrivait ainsi : « Je ne reçois point de principes en physique qui ne soient aussi reçus en mathématiques ». Le mouvement est ainsi réductible à une quantité, par la multiplication de la quantité de matière que renferme le corps par la vitesse qui l'anime.
Toutefois, argue Duhem, les grandeurs ne sont pas seules numérisables. Le fait d'être géomètre, ou d'être chaud, ou encore d'être rouge, peut être numérisé dès lors que l'on utilise une unité et une échelle. On peut ainsi traduire symboliquement ces qualités. L'auteur conclut en écrivant que « pour faire de la Physique, comme le voulait Descartes, une
Arithmétique universelle, il n’est point nécessaire d’imiter le grand philosophe et de rejeter toute qualité, car le langage de l’Algèbre permet aussi bien de raisonner sur les diverses intensités d’une qualité que sur les diverses grandeurs d’une quantité ».

### Chapitre VI: Les qualités premières

#### §I: la multiplication excessive des qualités premières
Duhem considère nécessaire de dégager, au sein du monde physique que nous connaissons par l'expérience, des propriétés premières. Il ne s'agit pas de les expliquer, mais de les accepter « telles que nos moyens d'observation nous les font connaître », qu'on les observe comme qualités ou quantités. Ces qualités premières, « nous les regarderons comme des notions irréductibles, comme les éléments mêmes, qui doivent composer nos théories ». L'auteur soutient la nécessité de raisonner à leur sujet par le langage de l'algèbre, contrairement aux métaphysiciens de l'école scolastique, qui avaient une « répugnance à discourir des lois naturelles en langage mathématique ».
La conceptualisation de qualités est excessive chez les scolastiques, quoique normale compte tenu de leur projet et de leur méthode. Cela est moins pardonnable chez les physiciens, qui utilisent ces qualités en lieu et place des qualités occultes dont ils ne sauraient que faire. Duhem critique ainsi la propension de Gassendi à, lorsqu'il ne sait interpréter un phénomène, invoquer « une certaine configuration de certains corpuscules ».

#### §II: une qualité première est une qualité irréductible en fait, non en droit
L'un des principes de la théorie physique est l'économie de pensée ; la multiplication des qualités premières va à l'encontre de ce principe. Il convient donc d'identifier des qualités premières telles que celles « auxquelles notre analyse aboutit ne peuvent plus être, à leur tour, résolues en qualités plus simples ». Le physicien se heurte alors à un problème : s'il refuse de fonder sa physique sur une métaphysique, s'il veut non pas expliquer les propriétés des corps mais « en donner la représentation algébrique condensée », quel critère trouver pour déclarer que telle qualité est vraiment première, à savoir simple et irréductible ?
La chose doit être décidée ainsi : sera considérée première et élémentaire non pas une propriété qui serait, par nature, simple et indécomposable (car on ne saurait en être sûr), mais plutôt, une propriété pour laquelle « tous nos efforts pour [la] réduire [...] à d'autres ont échoué ». Le physicien qui fait une découverte doit à ce titre vérifier « d'abord si cette propriété n'est pas une combinaison, auparavant insoupçonnée, de qualités déjà connues ». S'il n'aboutit pas, qu'il décide de « regarder cette propriété comme une nouvelle qualité première » , alors il pourra « introduire dans ses théories un nouveau symbole mathématique ».
Duhem passe en revue ce que l'on a considéré, à travers le temps, comme des corps simples. Les aristotéliciens tenaient les quatre éléments (eau, air, feu, terre) comme corps simples ; les alchimistes soutenaient que l'art spagyrique, celui des décompositions, n'avait jamais atteint le but ultime de la séparation des corps en un corps simple ; l'école de Lavoisier a soutenu que le corps simple n'est pas le corps indécomposable, mais « le corps qui a résisté à tous les moyens d'analyse employés dans les laboratoires ». Le physicien philosophe soutient que la chimie a bénéficié d'une telle humilité, et que la physique abstraite devrait la suivre en cela.

#### §III: une qualité première ne l'est jamais qu'à titre provisoire
Ce que l'on considère comme à un moment comme qualité première peut être découvert comme n'en étant pas des siècles plus tard. L'auteur cite Lavoisier, qui écrit que « nous ne pouvons donc pas assurer que ce que nous regardons comme simple aujourd'hui le soit en effet [...] Il est à présumer que les terres cesseront bientôt d'être comptées au nombre des substances simples ». En 1807, par exemple, Humphry Davy a prouvé que la potasse et la soude sont les oxydes du potassium et du sodium. Cela a permis de décomposer « une foule de corps qui avaient longtemps résisté à tout essai d'analyse ». Ils ont ainsi « été exclus du nombre des éléments ».
Le physicien philosophe prend comme illustration le cas de l'éclairement, qui a longtemps été considéré comme une qualité première dans le cadre de l'étude des phénomènes lumineux. La théorie de l'état variable des diélectriques de Maxwell a permis de montrer que l'éclairement n'est pas une qualité première.

### Chapitre VII: La déduction mathématique et la théorie physique

#### §I: à-peu-près physique et précision mathématique
Une théorie physique, pour être construite, doit déterminer des qualités premières parmi les propriétés révélées par l'observation. Elle les représente ensuite par des symboles algébriques ou géométriques. Il faut ensuite établir des relations entre les symboles qui représentent ces propriétés premières. En effet, « ces relations serviront de principes aux déductions par lesquelles la théorie se développera ». 
La déduction est importante, car à partir des hypothèses fondamentales de la théorie, elle nous enseigne que « la réunion de telles circonstances entraînera telles conséquences ; que tels faits se produisant, tel autre fait se produira ». La déduction mathématique n'introduit toutefois pas dans ses calculs les circonstances sous la forme concrète où on les observe. En effet, « un appareil de compression, un bloc de glace, un thermomètre, sont des choses que le physicien manipule dans son laboratoire ; ce ne sont point des éléments sur lesquels le calcul algébrique ait prise ». De ce fait, il faut que les circonstances en question « aient été, par l'intermédiaire de mesures, traduites en nombres ». 
Cela pose un autre problème : selon l'adage italien, traduttore, traditore (« qui traduit, trahit »). On ne trouve jamais une adéquation entre les faits concrets et les symboles numériques. Un fait théorique est un « ensemble de données mathématiques par lesquelles un fait concret est remplacé dans les raisonnements et les calculs du théoricien ». Tout est déterminé précisément, dans un tel fait. Face à lui, plaçons le fait pratique qu'il traduit : « ici, plus rien de la précision que nous constations il y a un instant », car « le corps n'est plus un solide géométrique ; c'est un bloc concret ». L'atout du fait pratique est qu'il « ne se traduit [...] pas par un fait théorique unique, mais par une sorte de faisceau qui comprend une infinité de faits théoriques différents ; chacun des éléments mathématiques qui se réunissent pour constituer un de ces faits peut varier d'un fait à l'autre ». 

#### §II: déductions mathématiques physiquement utiles ou inutiles
La théorie associe à un faisceau de faits pratiques (des résultats empiriques) un faisceau de faits pratiques (initiaux). Une fois que le physicien a fixé les données numériques de son calcul, ce dernier « fait [...] connaître l'exacte valeur numérique du résultat » ; si on change une valeur, alors « on change, en général, la valeur du résultat ». De ce fait, « si l'on change le fait théorique qui traduit les conditions de l'expérience, le fait théorique qui en traduit le résultat changera également ».
La déduction mathématique permet « d'affirmer qu'en vertu des hypothèses sur lesquelles repose la théorie, telle expérience, faite dans telles conditions pratiquement données, doit fournir tel résultat concret et observable ; elle aura rendu possible la comparaison entre les conséquences de la théorie et les faits ». Mais la déduction mathématique perd son utilité si, « des conditions pratiquement données d'une expérience, elle [ne permet pas] de tirer la prévision pratiquement déterminée du résultat ».

#### §III et §IV: l'exemple de déductions mathématiques à tout jamais inutilisables et les mathématiques de l'à-peu-près
L'augmentation de la précision des procédés de mesure qui servent à traduire en faits théoriques les conditions pratiquement données permet de « resser[er] de plus en plus le faisceau des faits théoriques que cette traduction fait correspondre à un fait pratique unique ». Pour le physicien, toutefois, « lorsque [...] les données ne sont plus connues géométriquement, mais sont déterminées par des procédés physiques, si précis qu'on les suppose, la question posée demeure et demeurera toujours sans réponse ».
La déduction mathématique peut ainsi ne pas être utile au physicien. Elle ne peut l'être que tant « qu'elle se borne à affirmer que telle proposition, rigoureusement vraie, a pour conséquence l'exactitude rigoureuse de telle autre proposition ». Mais il lui faut aussi « prouver que la seconde proposition reste à peu près exacte lorsque la première est seulement à peu près vraie ». Le physicien doit délimiter l'amplitude de ces à-peu-près, à savoir les « bornes de l'erreur qui peut être commise sur le résultat, lorsque l'on connaît le degré de précision des méthodes qui ont servi à mesurer les données ; il lui faut définir le degré d'incertitude qu'on pourra accorder aux données lorsqu'on voudra connaître le résultat avec une approximation déterminée ».

### Chapitre VIII: L'expérience de la physique

#### §I: l'expérience physique comme observation et interprétation du phénomène
Pour une théorie, la vérité (ou la certitude) n'est jamais que « la concordance entre les conclusions de la théorie et les règles établies par les observateurs ». De quel genre de certitude les lois physiques sont-elles susceptibles ? Une expérience contient deux parties : d'abord, « l'observation de certains faits », qui exige d'être « attentif et d'avoir les sens suffisamment déliés » (et à ce titre, il n'est « pas nécessaire de savoir la physique ») ; dans un second temps a lieu « l'interprétation des faits observés », où, là, il faut « connaître les théories admises, il faut savoir les appliquer, il faut être physicien ».
L'auteur donne la définition suivante de l'expérience de physique : une « observation précise d'un groupe de phénomènes accompagnée de l'interprétation de ces phénomènes ». Cette interprétation « substitue aux données concrètes réellement recueillies par l'observation des représentations abstraites et symboliques qui leur correspondent en vertu des théories admises par l'observateur ».

#### §II: le résultat d’une expérience de physique est un jugement abstrait et symbolique
L'expérience de physique doit être distinguée de l'expérience vulgaire. La première dispose d'une composante interprétative théorique dont la deuxième n'a pas besoin. Le résultat de l'expérience diverge aussi : chez le vulgaire, « est la constatation d'une relation entre divers faits concrets » (A a produit B), et ne nécessite pas de connaissance pointue dans le domaine de l'expérience. Le physicien expérimentateur mène des opérations dont le résultat est « l'énoncé d'un jugement reliant entre elles certaines notions abstraites, symboliques, dont les théories seules établissent la correspondance avec les faits réellement observés ». Un résultat de physique (par exemple : « la force électromotrice de telle pile à gaz augmente de tant de volts lorsque la pression augmente de tant d'atmosphères ») n'a aucun sens si on ne recourt pas à des théories variées.
Pour celui qui connaît les théories physiques, l'énoncé « peut se traduire en faits concrets d'une infinité de manières différentes », précisément parce que « tous ces faits disparates admettent la même interprétation théorique ». Il peut y avoir une correspondance, mais jamais une parité pleine, entre un symbole abstrait et un fait concret. En effet, « le symbole abstrait ne peut être la représentation adéquate du fait concret », et vice versa. On remarque ainsi que « des faits concrets très différents peuvent se fondre les uns dans les autres lorsqu'ils sont interprétés par la théorie » ; bref, « à un même fait théorique peuvent correspondre une infinité de faits pratiques distincts ».

#### §III: l'usage des instruments n'est possible que par l’interprétation théorique des phénomènes
L'interprétation en tant qu'opération intellectuelle de la part du physicien expérimentateur se manifeste dans les moyens qu'il emploie. L'instrument aussi fait partie de la théorie. Les instruments utilisés par le physicien aussi doivent être traduits, interprétés ; ils ne sont rien tant qu'ils ne demeurent que de simples objets concrets. Il faut une théorie pour les transformer en des instruments physiques. 
Les instruments sont de plus en plus précis, mais si la précision s'améliore, c'est aussi parce que « les théories physiques donnent, pour établir la correspondance des faits avec les idées schématiques qui servent à les représenter, des règles de plus en plus satisfaisantes ». L'erreur systématique exige une correction qui accroîtrait la précision de l'expérience, et cela grâce au travail d'interprétation de l'instrument. 

#### §IV: critique de l'expérience physique
Qu'est-ce que la certitude, dans le cadre d'une expérience de physique ? Dans le cadre d'une expérience vulgaire, la chose est vite vue : « si je vous déclare que tel jour [...] j'ai vu un cheval blanc, à moins que vous n'ayez des raisons pour me considérer comme un menteur ou comme un halluciné, vous devez croire que ce jour-là [...] il y avait un cheval blanc ». Mais la confiance que l'on accorde à la proposition énoncée par un physicien après une expérience n'est « pas de la même nature » : en effet, « ce que le physicien énonce comme le résultat d'une expérience, ce n'est pas le récit des faits constatés ; c'est l'interprétation de ces faits », à savoir leur « transposition dans le monde idéal, abstrait, symbolique ».
La première des choses est de s'assurer que le physicien a interprété les faits qu'il a constatés par le biais d'une théorie que nous connaissons ; si nous ne la connaissons pas, nous serions comme un juge qui interrogerait des témoins qui parlent une autre langue. Si nous convenons de la théorie, alors nous parlons la même langue, et suivons « les mêmes règles dans l'interprétation des mêmes phénomènes ». Ainsi, la certitude de l'expérience « demeure toujours subordonnée à la confiance qu'inspire tout un ensemble de théories ». 

#### §V: l’expérience de physique est moins certaine, mais plus précise et plus détaillée que la constatation non scientifique d’un fait
Le témoignage vulgaire est étroit en ce qu'il concerne peu de paramètres, mais il est sûr. Le résultat de l'expérience de physique est sans certitude immédiate, mais il est ample, en ce qu'il accumule les paramètres et cherche la précision. L'expérience scientifique est plus pénétrante que le sens commun en ce qui concerne l'analyse détaillée des phénomènes grâce à l'interprétation théorique, qui seule peut « en donner une description dont la précision dépasse de beaucoup l’exactitude du langage courant ».

### Chapitre IX: La loi physique

#### §I: les lois de physique sont des relations symboliques
Les lois de la physique sont fondées sur les résultats d'expériences de physique, et non sur l'observation des faits comme c'est le cas chez le vulgaire. Une loi de physique est permise par des termes symboliques, abstractions « produites par un travail lent, compliqué, conscient ». Un même mot peut renvoyer à des sens différents, et à ce titre, il peut être utilisé de deux manières différentes dans deux théories différentes. Dans ce cas, une même expérience peut confirmer une loi pour les uns et l'infirmer pour les autres. Ainsi, « une loi de physique est une relation symbolique dont l’application à la réalité concrète exige que l’on connaisse et que l’on accepte tout un ensemble de théories ».

#### §II: qu’une loi de physique n’est, à proprement parler ni vraie ni fausse, mais approchée
Une loi de physique n'est ni vraie ni fausse, car une telle loi « est toujours symbolique ; or, un symbole n'est, à proprement parler, ni vrai ni faux ». On peut plutôt dire que l'artifice de la loi physique est « plus ou moins bien choisi pour signifier la réalité qu'il représente ». Un physicien préfère une loi à une autre lorsque la première découle des théories qu'il admet. Toute loi physique, par conséquent, est une « loi approchée » ; ni vraie ni fausse, et « toute autre loi qui représente les mêmes expériences avec la même approximation peut prétendre, aussi justement que la première, au titre de loi véritable, ou, pour parler plus exactement, de loi acceptable ».

#### §III: toute loi de physique est provisoire et relative parce qu’elle est approché
Une loi est « fixe et absolue ». Une loi est toutefois provisoire, et peut être rejetée par certains tandis qu'elle est admise par d'autres. Elle est provisoire car elle « représente les faits auxquels elle s'applique avec une approximation que les physiciens jugent actuellement suffisante, mais qui cessera un jour de les satisfaire ». En ce que la loi suffit à l'usage que veut en faire tel physicien mais pas tel autre, elle est relative.
Les lois physiques sont fondées sur des expériences dont les résultats sont approximatifs. Une modification des mesures entraîne une modification des traductions de ces mesures et des formules symboliques. Une approximation symbolique convenable dans certaines conditions devient fausse dans des conditions limite, et doit alors être remplacée par des équations plus complexes.

#### §IV: toute loi physique est provisoire car elle est symbolique
Une loi physique n'est jamais que provisoire parce qu'elle n'est concernée que par les phénomènes idéalistes, objets abstraits, et non par une réalité, une vraie chose de la nature. Elle se fonde en effet sur la connaissance sensible des objets, dont la représentation entraîne des traductions qui rendent possible le calcul, mais instaure aussi une séparation ontologique entre les réalités et les objets de la physique. Il y a ainsi toujours des cas où « les symboles sur lesquels elle porte ne sont plus capables de représenter la réalité d'une manière satisfaisante ». 

#### §V: les lois de physique sont plus détaillées que les lois de sens commun
Les lois tirées de l'expérience commune permettent de formuler des « jugements généraux dont le sens est immédiat » ; la loi peut être reconnue vraie et elle le sera « pour tous les temps et pour tous les hommes ». Les lois scientifiques s'en distinguent : inintelligibles à qui ignore les théories physiques, elles ne peuvent être ni vraies ni fausses, car elles sont symboliques. Elles sont seulement approchées, « comme les expériences sur lesquelles elles reposent ». Le caractère approximatif de la loi fait que, même si elle est suffisante aujourd'hui, elle « deviendra insuffisante dans l'avenir ». Pourtant, la loi de physique dépasse la loi de l'expérience commune « par la précision minutieuse et détaillée de ses prédictions ».
Duhem conclut ainsi le chapitre : « Entre la précision et la certitude il y a une sorte de compensation ; l’une ne peut croître qu’au détriment de l’autre. Le mineur qui me présente une pierre peut m’affirmer, sans hésitation ni atténuation, que cette pierre renferme de l’or ; mais le chimiste qui me montre un lingot brillant en me disant : c’est de l’or pur, doit ajouter ce correctif : ou presque pur ; il ne peut affirmer que le lingot ne garde pas des traces infimes d’une matière étrangère ».

### Chapitre X: La théorie physique et l'expérience

#### §I: le contrôle expérimental d’une théorie n’a pas, en physique, la même simplicité logique qu’en physiologie
L'objectif de la théorie physique est de « fournir une représentation et une classification des lois expérimentales ». La théorie peut être jugée bonne ou mauvaise par « la comparaison entre les conséquences de cette théorie et les lois expérimentales qu'elle doit figurer et grouper ». Comment reconnaît-on qu'une théorie est confirmée, ou infirmée, par les faits ? En physiologie, discipline où la mathématisation et la symbolisation est peu avancée, « la comparaison entre les déductions d'une théorie et les faits d'expérience est soumise à des règles très simples », formulées notamment par Claude Bernard (« fuir les idées fixes », « garder toujours sa liberté d'esprit », etc.)
La méthode est toutefois malaisée à pratiquer. Aussi, soumettre au contrôle des faits une théorie de physiologique est somme toute différent de soumettre au contrôle des faits une théorie de physique : on a besoin d'une théorie, sans laquelle « il n'est pas possible de régler un seul instrument, d'interpréter une seule lecture ». 

#### §II: une expérience de physique ne peut jamais condamner une hypothèse isolée, mais seulement tout un ensemble théorique
Une expérience mobilise un ensemble de théories, car, en physique, sans théorie, on ne peut disposer des instruments pour mener à bien l'expérience. Deux expériences se distinguent : l'expérience d'application, qui ne prétend pas développer la théorie, et l'expérience d'épreuve, dont la fonction est de soumettre une théorie à l'épreuve. Il s'agit d'un moment critique du développement de la théorie.
Si un physicien cherche à « démontrer l'inexactitude d'une proposition », il doit monter une expérience pour vérifier que le phénomène prévu ne se produit pas ; or, pour monter une telle expérience, « il ne se borne pas à faire usage de la proposition en litige ; il emploie encore tout un ensemble de théories, admises par lui sans conteste ». Ainsi, la prévision qui est tentée, et qui doit trancher le débat, « ne découle pas de la proposition litigieuse prise isolément, mais de la proposition litigieuse jointe à tout cet ensemble de théories ». Si ce qui devait se produire ne se produit pas, cela signifie qu'il y a au moins une erreur, mais l'expérience ne peut dire où cette erreur se trouve dans la théorie. De fait, « le physicien ne peut jamais soumettre au contrôle de l’expérience une hypothèse isolée, mais seulement tout un ensemble d’hypothèses ; lorsque l’expérience est en désaccord avec ses prévisions, elle lui apprend que l’une au moins des hypothèses qui constituent cet ensemble est inacceptable et doit être modifiée ». 
Duhem écrit à ce titre : « la physique n’est pas une machine qui se laisse
démonter ; on ne peut pas essayer chaque pièce isolément et
attendre, pour l’ajuster, que la solidité en ait été minutieusement
contrôlé ».

#### §III: l'experimentum crucisest impossible en physique
Faisant référence à Francis Bacon, Duhem rappelle que le scientifique faisait référence à l'experimentum crucis, ce moment où l'esprit, hésitant entre deux causes, réussit par l'expérience à éliminer l'une des deux causes entre lesquelles il hésitait, celle qui demeure étant la plus vraie. Or, en physique, argumente Duhem, on ne peut trouver dans l'expérience cruciale « un procédé irréfutable pour transformer en vérité démontrée l'une des deux hypothèses en présence ». Deux hypothèses de physique ne constituent pas un dilemme aussi rigoureux que l'élimination d'une des deux hypothèses valide l'autre.
Duhem conclut ainsi : « la contradiction expérimentale n’a pas, comme la réduction à l’absurde employée par les géomètres, le pouvoir de transformer une hypothèse physique en une vérité incontestable ; pour le lui conférer, il faudrait énumérer complètement les diverses hypothèses auxquelles un groupe déterminé de phénomènes peut donner lieu ; or, le physicien n’est jamais sûr d’avoir épuisé toutes les suppositions imaginables ; la vérité d’une théorie physique ne se décide pas à croix ou pile ».

#### §IV et V: critique de la méthode newtonienne, la mécanique céleste et l'électrodynamique
La réduction à l'absurde est un moyen illusoire pour fonder une argumentation. La géométrie connaît toutefois une méthode, la démonstration directe, « où la vérité d'une proposition est établie par elle-même, et non par la réfutation de la proposition contradictoire ». La théorie physique serait-elle « plus heureuse dans ses tentatives » en cherchant à adopter la démonstration directe ? 
Une théorie qui serait fondée sur des hypothèses éprouvées « une à une », avec des lois tirées de l'induction et de la généralisation, ou alors d'un corollaire mathématiquement déduit de ces lois. Dans ce cas, une théorie n'aurait « plus rien d'arbitraire et de douteux ». Cette démarche a été préconisée par Newton. Il affirmait en effet qu'« en la saine physique, toute proposition doit être tirée des phénomènes et généralisée par induction ».
Pourtant, le principe de gravitation universelle n'est pas une « simple généralisation des deux énoncés qu'ont fournis les lois de Kepler » (sur lesquelles Newton se base), et l'induction ne peut tirer ce principe des deux énoncés. La théorie prouvera qu'elle est valable en calculant, en comparant avec les observations, qui devront porter « point seulement sur telle ou telle partie du principe newtonien ; elle en invoquera toutes les parties à la fois ».

#### §VI: conséquences relatives à l’enseignement de la physique
Cette sous-partie permet à Duhem de commenter la manière dont la physique est enseignée. Les enseignants admettent en général « que chaque hypothèse de physique peut être séparée de l'ensemble et soumise isolément au contrôle de l'expérience », à des fins pédagogiques. La physique s'enseignerait comme on enseigne la géométrie, en décortiquant les hypothèses une par une pour les valider, afin d'ériger l'édifice. Certains physiciens continuent de commettre l'erreur consistant à croire que l'induction est « la seule méthode qui permette d'exposer rationnellement la science de la nature ».
Le physicien philosophe appelle à ce que « le professeur de physique renonce donc à cette méthode inductive idéale, qui procède d’une idée fausse ; qu’il repousse cette manière de concevoir l’enseignement de la science expérimentale, qui en dissimule et en torture le caractère essentiel ». L'enseignement doit faire comprendre à l'élève que la vérification expérimentale ne constitue pas la base, mais le couronnement d'une théorie. 

#### §VII: conséquences relatives au développement mathématique de la théorie physique
La théorie physique est construite avec des matériaux que sont les symboles mathématiques (« qui lui servent à représenter les diverses quantités et les diverses qualités du monde physique »), et des postulats généraux (« qui lui servent de principes »). Ces matériaux permettent de bâtir un « édifice logique » ; les lois de la logique doivent à ce titre être scrupuleusement, ainsi que toutes les règles « que l'algèbre prescrit ».
La théorie doit également énumérer les conditions dans lesquelles il use des symboles mathématiques. Il doit être défini d'emblée, par exemple, que la masse d'un corps est invariable, de telle manière que jamais la théorie « ne fera varier la masse d'un corps déterminé ». Elle doit poser des principes que sont ses postulats, à savoir « des propositions qu'il lui est loisible d'énoncer comme il lui plaît, pourvu qu'il n'y ait contradiction ni entre les termes d'un même postulat, ni entre deux postulats distincts » ; une fois posés, ces postulats doivent être conservés.
Un seul manquement à ces règles rendrait le système illogique. Une théorie physique peut « choisir la voie qui lui plaît, pourvu qu’elle évite toute contradiction logique ; en particulier, elle est libre de ne tenir aucun compte des faits d’expérience ». Ce n'est que lorsque la théorie est parvenue à son faîte qu'« il devient nécessaire de comparer l'ensemble des propositions mathématiques [...] à l'ensemble des faits d'expérience », pour s'assurer que « le second ensemble trouve, dans le premier, une image suffisamment ressemblante ». La théorie doit être rejetée comme physiquement fausse lorsqu'elle est contredite par l'observation.

#### §VIII: certains postulats de la théorie physique sont-ils inaccessibles aux démentis de l’expérience?
On reconnaît le caractère exact d'un principe par « la facilité avec laquelle il démêle les embarras compliqués où nous engageait l'emploi de principes erronés ». Duhem est le tenant d'un positivisme formel, logique. Les hypothèses abstraites sont choisies pour leur efficacité déductive. 

#### §IX:  des hypothèses dont l’énoncé n’a aucun sens expérimental
Duhem souligne qu'il y a une autre raison pour laquelle des énoncés ne peuvent être remis en cause par l'expérience : ils perdent tout sens expérimental. Le principe de l'inertie ne peut être remis en cause, par exemple, car en vertu de la relativité des repères, il n'est pas possible de ne pas trouver un repère dans lequel un déplacement ne soit pas inertiel. 

#### §X: le bon sens est juge des hypothèses qui doivent être abandonnées
Duhem rappelle une position qu'il a soutenue précédemment : lorsqu'une expérience témoigne d'une contradiction de la théorie, « elle nous enseigne que cette théorie doit être modifiée, mais elle ne nous dit pas ce qu'il y faut changer ». Le physicien doit par lui-même trouver la « tare qui rend boiteux tout le système ». Aucun principe ne règle cette recherche absolument : « des physiciens différents peuvent mener de manières forts diverses » cette opération.
Les seules règles de logique ne sauraient alors suffire, car « la pure logique n'est point la seule règle de nos jugements ». Des opinions qui « ne tombent point sous le coup du principe de contradiction sont, toutefois, parfaitement déraisonnables ». Il arrive que le simple bon sens soit utilisable efficacement : « il se peut que nous ne trouvions point sensée la hâte avec laquelle le second bouleverse les principes d'une théorie vaste et harmonieusement construite, alors qu'une modification de détail, une légère correction auraient suffi à mettre ces théories d'accord avec les faits ».

### Chapitre XI: Le choix des hypothèses

#### §I: à quoi se réduisent les conditions imposées par la logique au choix des hypothèses
L'auteur soulève une question fondamentale : « quelles conditions la logique impose-t-elle au choix des hypothèses sur lesquelles doit reposer une théorie physique ? ». Les hypothèses ne sont pas des suppositions sur la nature des choses matérielles. Les théories ont « pour seul objet la condensation économique et la classification des lois expérimentales », et à ce titre, elles sont indépendantes de tout système métaphysique. Les hypothèses n'ont pas besoin « d'emprunter leurs matériaux à telle ou telle doctrine philosophique ». 
Les hypothèses doivent-elles être simplement « des lois expérimentales généralisées par l'induction » ? Non plus : il est impossible, on l'a vu, de construire une théorie sur la méthode purement inductive. On ne saurait non plus exiger de soumettre chaque hypothèse à un contrôle minutieux avant de la déclarer recevable, car « tout contrôle expérimental met en œuvre les parties les plus diverses de la physique, fait appel à des hypothèses innombrables ».
Les conditions qui s'imposent selon la logique au choix des hypothèses sont de trois types. Premièrement, une hypothèse « ne sera pas une proposition contradictoire en soi ». Deuxièmement, « les diverses hypothèses qui doivent porter la physique ne se contrediront pas les unes les autres », car la théorie doit « garder, avec un soin jaloux, l'unité logique ». Enfin, les hypothèses doivent être choisies « de telle manière que, de leur ensemble, la déduction mathématique puisse tirer des conséquences qui représentent, avec une approximation suffisante, l'ensemble des lois expérimentales ».

#### §II: les hypothèses ne sont point le produit d’une création soudaine, mais le résultat d’une évolution progressive
Duhem s'attarde sur la question historique. Aucun physicien n'a jamais créé une théorie de toutes pièces, car . Le physicien philosophe se fait historien des sciences en rappelant la théorie aristotélicienne de la causalité et ses ramifications dans la science postérieure.

#### §III: le physicien ne choisit pas les hypothèses sur lesquelles il fondera une théorie: elles germent en lui sans lui
Duhem se montre continuiste dans son interprétation de l'histoire de la science physique. Il remarque que parfois, la construction d'un système théorique s'est condensée rapidement, auquel cas « quelques années suffisent à conduire les hypothèses qui doivent porter cette théorie de l'état où elles sont à peine ébauchées à celui où elles sont achevées ». C'est le cas dans les quelques années qui séparent la découverte de l'action du courant électrique sur l'aiguille aimantée (1819) et la publication du mémoire où Ampère théorise électrodynamique (1823).

#### §IV: de la présentation des hypothèses dans l’enseignement de la physique
Le professeur pourrait énoncer toutes les hypothèses dont les théories font usage, en déduisant des conséquences de ces hypothèses ; mais les conséquences seraient si nombreuses que cette voie demeurera toujours impraticable pour l'enseignant. On en conclut qu'« aucun enseignement de la physique ne peut être donné sous une forme qui ne laisse rien à désirer au point de vue logique ».

#### §V: les hypothèses ne peuvent être déduites d’axiomes fournis par la connaissance commune
Duhem critique la propension de certains physiciens à introduire des hypothèses « au moyen de propositions, soi-disant évidentes, tirées du sens commun ». Or, si des analogies avec des éléments du sens commun sont parfois possibles en physique, elles sont souvent abusives et mènent à l'erreur : « il est fort aisé de se méprendre sur la ressemblance réelle entre une proposition de sens commun et un énoncé de physique théorique ».

#### §VI: importance, en physique, de la méthode historique
Le physicien philosophe soulève une dernière question : comment l'enseignant de physique pourra faire embrasser à ses élèves du regard « l'immense étendue du territoire qui sépare le domaine de l'expérience vulgaire, où règnes les lois de sens commun, d'avec le domaine théorique, ordonné par les principes clairs ? ». Il s'agit d'observer comme l'humanité tout entière, à travers les millénaires, en est arrivée aux théories qu'elle soutient aujourd'hui. Ainsi, « la méthode légitime, sûre, féconde, pour préparer un esprit à recevoir une hypothèse physique, c'est la méthode historique » : l'enseignant doit « décrire la longue collaboration par laquelle le sens commun et la logique déductive ont analysé cette matière et modelé cette forme jusqu'à ce que l'une s'adaptât exactement à l'autre ».

## Thèses

### Instrumentalisme
Duhem s'oppose à toute interprétation matérialiste et réaliste de la chimie et de la physique. Il propose une conception qu'on qualifierait d'« instrumentaliste » de la science. La science n'est selon lui que l'instrument le plus commode de prédiction pour approcher la vérité, mais ne vise pas à expliquer la matière elle-même. Ainsi, il soutient qu'« une théorie physique n’est pas une explication », mais plutôt « un système de propositions mathématiques, déduites d’un petit nombre de principes, qui ont pour but de représenter aussi simplement, aussi complètement et aussi exactement que possible, un ensemble de lois expérimentales ».
Toutefois, Duhem ne considère pas la théorie physique de manière purement instrumentaliste. Parce que la théorie vise une classification qui se veut naturelle, elle ne saurait être réduite à un simple artefact, à un simple instrument. Là où Ernst Mach rejette également les théories explicatives pour ne voir dans la nature que des faits (où on ne saurait trouver des causes et des effets), Duhem reste convaincu qu'il existe une réalité cachée en deçà des phénomènes. La science ne saurait toutefois espérer atteindre ces phénomènes, à moins de verser dans une métaphysique dont elle n'a de toute façon pas besoin. 
Duhem est ainsi un un phénoménaliste, à la manière d'Emmanuel Kant : on ne peut connaître que les phénomènes, mais de là à nier l'existence de la chose en soi, il y a un pas qu'il faut bien se garder de franchir. Le physicien ne saurait se soustraire à cette conviction qui lui fournit un principe régulateur pour la recherche : « Il a beau se pénétrer de cette idée que ses théories n'ont aucun pouvoir pour saisir la réalité, qu'elles servent uniquement à donner des lois expérimentales une représentation résumée et classée ; il ne peut se forcer à croire qu'un système capable d'ordonner si simplement et si aisément un nombre immense de lois, de prime abord si disparates, soit un système purement artificiel ; par une intuition où Pascal eût reconnu une de ces raisons du cœur que la raison ne connaît pas, il affirme sa foi en un ordre réel dont ses théories sont une image, de jour en jour plus claire et plus fidèle ».

### Holisme épistémologique
Duhem s'oppose à l'idée selon laquelle il pourrait y avoir en physique une expérience cruciale ; il s'oppose frontalement ainsi à Francis Bacon. Une expérience, une observation ou un fait ne saurait suffire à trancher entre deux théories, puisque chaque théorie peut s'adapter à une expérience récalcitrante en faisant d'autres aménagements, tels que la modification d'une hypothèse auxiliaire. Une proposition isolée n'est donc pas en jeu dans une expérience, c'est toute la théorie qui doit être confrontée à l'expérience.

### Critère de vérité d'une théorie
Selon Duhem, « l'accord avec l'expérience est, pour une théorie physique, l'unique critérium de vérité ». Il ne s'agit donc pas de soumettre les hypothèses qui constituent le modèle à une exigence de conformité avec l'observation, mais seulement les résultats de l'expérience par rapport aux prédictions de la théorie. Cette thèse, reprise et complétée par William Quine, est appelée « thèse de Duhem-Quine » ou « holisme de la confirmation ».

### Théorie comme économie de la pensée
Duhem argumente longuement dans son ouvrage sur le rôle de la théorie comme instrument d'économie de pensée. Il écrit que « la réduction des lois physiques en théories contribue ainsi à cette "économie intellectuelle" en laquelle M. E. Mach voit le but, le principe directeur de la Science ».

### Théorie comme classification naturelle
« Ainsi l'analyse des méthodes par lesquelles s'édifient les théories physiques nous prouve, avec une entière évidence, que ces théories ne sauraient se poser en explication des lois expérimentales; et, d'autre part, un acte de foi que cette analyse est incapable de justifier, comme elle est impuissante à le réfréner, nous assure que ces théories ne sont pas un système purement artificiel, mais une classification naturelle ».

### Critère de stabilité
À partir d’un problème d’instabilité étudié par Hadamard, Duhem énonce :
« Une déduction mathématique n’est pas utile au physicien tant qu’elle se borne à affirmer que telle proposition rigoureusement vraie a pour conséquence l’exactitude rigoureuse de telle autre proposition. Pour être utile au physicien, il lui faut encore prouver que la seconde proposition reste à peu près exacte si la première est seulement à peu près vraie ».
Ce passage est souligné par les spécialistes des systèmes dynamiques instables,.

## Postérité
Maurice Clavelin remarque, dans La Passion de la raison, que l'ouvrage de Duhem marque une rupture dans l'histoire de l'épistémologie. Selon lui, « la Théorie physique introduit une manière véritablement nouvelle de considérer l’histoire des sciences ; jusqu’à Duhem l’histoire des sciences n’était guère plus pour la philosophie des sciences qu’une source d’exemples (à la seule exception, peut-être, de Whewell) ; avec Duhem elle devient une partie intégrante de l’analyse philosophique de la science, à égalité avec l’épistémologie et la méthodologie ».